# Ада (речно острво)
Ада или речно острво (ијек. ријечно острво) је акумулативни флувијални облик, који настаје у коритима равничарских и низијских река. Оваква острва су бројна на равничарским рекама, нарочито у доњем току Саве и Дунава.

## Постанак и типови речна острва
Реке у свом доњем делу тока имају сасвим мали пад и велику количину транспортованог материјала, који се услед смањивања брзине кретања воде таложи у виду подводног спруда. Тај спруд постепено временом расте, приликом сваког поводња његова висина се увећава до тренутка када се након повлачења високе воде подводни спруд појави изнад површине реке у виду острва од песка, шљунка и муља.
Основни узрок стварања ада је смањена брзина кретања воде у речном кориту. Узроци смањивања брзине кретања воде могу бити различити. Смањење брзине кретања воде може бити узроковано појавом стеновите пречаге у речном кориту. Као последица успора речног тока јавиће се таложење наносног материјала. Меандрирање реке такође може утицати на смањење брзине кретања воде а самим тим и на стварање ада. Аде могу постати и на саставцима великих река које се спајају под велики углом. Спајање река под великим углом изазива успор воде и таложење транспортованог материјала. Типски пример ада насталих на последње наведен начин јесу Велико и Мало Ратно острво на стави Саве и Дунава.
Стварање ада може бити релативно брзо, као и њихово нестајање. Ада, узводно од ушћа Колубаре у Саву, нарасла је до дужине од 1 km и ширине од 100 m за непуних 18 година. Она није представљана на топографским картама. Ада у Дунаву, код Београда, створена за време за време високог водостаја у пролеће 1965. године нестала је већ следеће године. Била је дугачка неколико стотина метара.
Бројни су примери ада на рекама које протичу кроз Републику Србију. Највећа ада у Сави је Ада Циганлија која захвата површину од 310 ha. У кориту Дунава највеће аде су Чакљанац са површином од 350 ha следе је Форконтумац, Штефанец, Старчево итд.
Аде су издужене у правцу отицања реке. Мале су релативне висине и обрасла су ритском вегетацијом. Релативна висине аде Циганлије износи 3 m. Аде утичу на морфологију речних корита и изазивају скретање и рачвање речних токова.
Речна острва се могу поделити на две групе:
- острва настала акумулацијом наноса (акумулативна) и
- острва настала одвајањем полоја (полојна).